# Anna Meares
Anna Maree Devenish Meares, OAM (Blackwater, 21 settembre 1983), è un'ex pistard australiana, vincitrice di due medaglie d'oro olimpiche, nei 500 metri a cronometro ad Atene 2004 e nella velocità a Londra 2012, e di undici titoli mondiali.
Ha una sorella maggiore, Kerrie, anch'essa pistard e per due volte sul podio ai mondiali di specialità.

## Carriera
Originaria del Queensland, è stata attiva tra i senior dal 2002 al 2016. In carriera ha partecipato a quattro edizioni consecutive dei Giochi olimpici, da Atene 2004 a Rio de Janeiro 2016, vincendo sei medaglie: due d'oro (500 metri nel 2004 e velocità nel 2012, davanti alla rivale Victoria Pendleton), una d'argento (velocità nel 2008, solo sette mesi dopo essersi fratturata il collo) e tre di bronzo (velocità nel 2004, velocità a squadre nel 2012 e keirin nel 2016). Nel 2016 a Rio de Janeiro è stata anche la portabandiera per il suo paese durante la cerimonia di apertura.
A pari con Kristina Vogel è la pistard che ha vinto il maggior numero di medaglie d'oro ai campionati del mondo, undici, oltre ad essersi aggiudicata anche dieci argenti e sei bronzi iridati. Ha inoltre conquistato cinque medaglie d'oro ai Giochi del Commonwealth, tre dei quali nell'edizione 2010 a Delhi, tre d'argento e una di bronzo. Ha infine detenuto per cinque volte, dal 2004 al 2013, il record mondiale dei 500 metri a cronometro, con 32"836 (fissato ad Aguascalientes nel dicembre 2013) come miglior tempo.
Si è ritirata dall'attività dopo i Giochi di Rio de Janeiro 2016, venendo riconosciuta dalla Federciclismo australiana come la più grande pistard nella storia del suo paese.

## Palmarès
- 2002

Campionati australiani, Velocità a squadre
- 2003

Campionati australiani, 200 metri lanciati
Campionati australiani, Keirin
Campionati australiani, 500 metri
Campionati australiani, Velocità a squadre
- 2004

2ª prova Coppa del mondo, Velocità a squadre (Aguascalientes, con Rosealee Hubbard)
4ª prova Coppa del mondo, Velocità (Sydney)
Campionati australiani, 500 metri
Campionati australiani, Velocità
Campionati australiani, Velocità a squadre
Campionati del mondo, 500 metri
Giochi olimpici, 500 metri
Campionati oceaniani, Velocità
Campionati oceaniani, 500 metri
- 2005

4ª prova Coppa del mondo 2004-2005, Keirin (Sydney)
4ª prova Coppa del mondo 2004-2005, Velocità (Sydney)
Campionati australiani, 500 metri
Campionati australiani, Velocità
Campionati australiani, Keirin
Campionati australiani, Velocità a squadre
- 2006

4ª prova Coppa del mondo 2005-2006, Velocità (Sydney)
Giochi del Commonwealth, 500 metri
Campionati australiani, Velocità
Campionati oceaniani, Velocità
Campionati oceaniani, 500 metri
1ª prova Coppa del mondo 2006-2007, 500 metri (Sydney)
1ª prova Coppa del mondo 2006-2007, Velocità a squadre (Sydney, con Kerrie Meares)
- 2007

3ª prova Coppa del mondo 2006-2007, Velocità (Los Angeles)
Campionati del mondo, 500 metri
Campionati australiani, 500 metri
Campionati australiani, Keirin
Campionati australiani, Velocità a squadre
1ª prova Coppa del mondo 2007-2008, 500 metri (Sydney)
- 2008

Campionati oceaniani, Velocità
- 2009

5ª prova Coppa del mondo 2008-2009, Velocità a squadre (Copenaghen, con Kaarle McCulloch)
Campionati del mondo, Velocità a squadre (con Kaarle McCulloch)
Campionati australiani, 500 metri
Campionati australiani, Velocità
1ª prova Coppa del mondo 2009-2010, 500 metri (Manchester)
1ª prova Coppa del mondo 2009-2010, Velocità a squadre (Manchester, con Kaarle McCulloch)
2ª prova Coppa del mondo 2009-2010, Velocità (Melbourne)
2ª prova Coppa del mondo 2009-2010, Keirin (Melbourne)
2ª prova Coppa del mondo 2009-2010, 500 metri (Melbourne)
- 2010

Classifica generale Coppa del mondo 2009-2010, 500 metri
Campionati del mondo, Velocità a squadre (con Kaarle McCulloch)
Campionati del mondo, 500 metri
Perth Winter Track Grand Prix, Keirin
Perth Winter Track Grand Prix, Velocità
Giochi del Commonwealth, 500 metri
Giochi del Commonwealth, Velocità
Giochi del Commonwealth, Velocità a squadre (con Kaarle McCulloch)
Campionati oceaniani 2011, Velocità
Campionati oceaniani 2011, Keirin
1ª prova Coppa del mondo 2010-2011, 500 metri (Melbourne)
1ª prova Coppa del mondo 2010-2011, Keirin (Melbourne)
1ª prova Coppa del mondo 2010-2011, Velocità (Melbourne)
- 2011

4ª prova Coppa del mondo 2010-2011, Velocità (Manchester)
4ª prova Coppa del mondo 2010-2011, Velocità a squadre (Manchester, con Kaarle McCulloch)
Campionati australiani, Keirin
Campionati australiani, Velocità
Campionati del mondo, Velocità a squadre (con Kaarle McCulloch)
Campionati del mondo, Velocità
Campionati del mondo, Keirin
1ª prova Coppa del mondo 2011-2012, Velocità a squadre (Astana, con Kaarle McCulloch)
- 2012

Campionati australiani, Keirin
Campionati australiani, Velocità
Campionati australiani, Velocità a squadre (con Rikki Belder)
Campionati del mondo, 500 metri
Campionati del mondo, Keirin
Giochi olimpici, Velocità
- 2013

Cottbuser Nächte, Velocità
Sprintermeeting, Keirin
Campionati oceaniani, Velocità
Campionati oceaniani, 500 metri
Campionati oceaniani, Keirin
2ª prova Coppa del mondo 2013-2014, 500 metri (Aguascalientes)
Melbourne Cup on Wheels, Velocità
- 2014

Campionati australiani, Velocità
Campionati australiani, 500 metri
Adelaide Cycling Grand Prix, Keirin
Giochi del Commonwealth, Keirin
- 2015

Campionati australiani, Velocità
Campionati australiani, Velocità a squadre (con Rikki Belder e Stephanie Morton)
Campionati del mondo, Keirin
South Australian Challenge, Keirin
Campionati oceaniani, Velocità a squadre (con Stephanie Morton)
- 2016

Campionati australiani, Velocità
Campionati australiani, Keirin

## Piazzamenti

### Competizioni mondiali
- Campionati del mondo

Copenaghen 2002 - 500 metri: 10ª
Stoccarda 2003 - 500 metri: 9ª
Stoccarda 2003 - Velocità: 10ª
Stoccarda 2003 - Keirin: 2ª
Melbourne 2004 - 500 metri: vincitrice
Melbourne 2004 - Velocità: 2ª
Los Angeles 2005 - Keirin: 7ª
Los Angeles 2005 - 500 metri: 2ª
Los Angeles 2005 - Velocità: 3ª
Bordeaux 2006 - 500 metri: 2ª
Bordeaux 2006 - Velocità: 10ª
Bordeaux 2006 - Keirin: non classificata
Palma di Maiorca 2007 - 500 metri: vincitrice
Palma di Maiorca 2007 - Velocità a squadre: 3ª
Palma di Maiorca 2007 - Velocità: 3ª
Palma di Maiorca 2007 - Keirin: 3ª
Pruszków 2009 - 500 metri: 2ª
Pruszków 2009 - Velocità a squadre: vincitrice
Pruszków 2009 - Velocità: non partita
Pruszków 2009 - Keirin: 5ª
Ballerup 2010 - 500 metri: vincitrice
Ballerup 2010 - Velocità: 4ª
Ballerup 2010 - Velocità a squadre: vincitrice
Ballerup 2010 - Keirin: 7ª
Apeldoorn 2011 - Velocità a squadre: vincitrice
Apeldoorn 2011 - Velocità: vincitrice
Apeldoorn 2011 - Keirin: vincitrice
Melbourne 2012 - 500 metri: vincitrice
Melbourne 2012 - Velocità a squadre: 2ª
Melbourne 2012 - Velocità: 3ª
Melbourne 2012 - Keirin: vincitrice
Cali 2014 - 500 metri: 2ª
Cali 2014 - Keirin: 2ª
Cali 2014 - Velocità: 7ª
Saint-Quentin-en-Yvelines 2015 - Velocità a squadre: 3ª
Saint-Quentin-en-Yvelines 2015 - 500 metri: 2ª
Saint-Quentin-en-Yvelines 2015 - Velocità: 9ª
Saint-Quentin-en-Yvelines 2015 - Keirin: vincitrice
Londra 2016 - Velocità a squadre: 4ª
Londra 2016 - Velocità: 4ª
Londra 2016 - Keirin: 2ª
- Giochi olimpici[1]

Atene 2004 - 500 metri: vincitrice
Atene 2004 - Velocità: 3ª
Pechino 2008 - Velocità: 2ª
Londra 2012 - Velocità a squadre: 3ª
Londra 2012 - Velocità: vincitrice
Londra 2012 - Keirin: 5ª
Rio de Janeiro 2016 - Velocità: 10ª
Rio de Janeiro 2016 - Keirin: 3ª
Rio de Janeiro 2016 - Velocità a squadre: 4ª

## Riconoscimenti
- Pistard australiana Elite dell'anno nel 2004, 2006, 2007, 2008, 2010[5]
- Atleta AIS dell'anno nel 2007 e nel 2011[2][5]
- Ciclista australiano dell'anno nel 2008 e nel 2012[2][5]